# Nikołaj Fałalejew
Nikołaj Gieorgijewicz Fałalejew (ros. Николай Георгиевич Фалалеев, ur. 1901 w guberni smoleńskiej, zm. 1968 w Krasnojarsku) – radziecki polityk, przewodniczący Komitetu Wykonawczego Krasnojarskiej Rady Krajowej (1955-1958).

## Życiorys
W latach 1918-1923 uczył się w szkole wiejskiej w guberni smoleńskiej, 1923-1924 był członkiem biura powiatowego komitetu Komsomołu w guberni smoleńskiej. Od 1924 kierownik wydziału budownictwa szkolnego gubernialnego komitetu Komsomołu w Smoleńsku, później inspektor gubernialnego wydziału edukacji ludowej, od 1926 aktywista WKP(b). 1929-1937 dyrektor szkoły wiejskiej w obwodzie zachodnim (później smoleńskim), 1937-1938 kierownik miejskiego wydziału edukacji ludowej w Krasnojarsku, 1938-1940 dyrektor szkoły średniej w Krasnojarsku, 1940-1941 dyrektor uczelni pedagogicznej w Igarce, w maju-czerwcu 1941 kierownik miejskiego wydziału edukacji ludowej w Igarce. 1941-1943 II sekretarz, a 1943-1944 I sekretarz Komitetu Miejskiego WKP(b) w Igarce, 1944-1948 sekretarz Krasnojarskiego Krajowego Komitetu WKP(b) ds. kadr, 1949 sekretarz Krasnojarskiego Krajowego Komitetu WKP(b), 1950 I zastępca przewodniczącego Komitetu Wykonawczego Krasnojarskiej Rady Krajowej, 1952-1954 II sekretarz Krasnojarskiego Krajowego Komitetu WKP(b)/KPZR, 1954-1955 I zastępca przewodniczącego Komitetu Wykonawczego Krasnojarskiej Rady Krajowej. Od 9 czerwca 1955 do 20 lutego 1958 przewodniczący Komitetu Wykonawczego Krasnojarskiej Rady Krajowej, następnie na emeryturze.

## Odznaczenia
- Order Lenina (1956)
- Order Czerwonego Sztandaru Pracy
- Order „Znak Honoru”